# Bilșivți
Bilșivți (în ucraineană Більшівці) este o așezare de tip urban din raionul Halîci, regiunea Ivano-Frankivsk, Ucraina. În afara localității principale, mai cuprinde și satul Slobidka Bilșivțivska.

## Demografie
Componența lingvistică a așezării de tip urban Bilșivți
     Ucraineană (99,2%)
     Alte limbi (0,75%)
Conform recensământului din 2001, majoritatea populației așezării de tip urban Bilșivți era vorbitoare de ucraineană (99,2%), existând în minoritate și vorbitori de alte limbi.